# Hermann Bosch
Hermann Bosch (Öhningen, 10 marzo 1891 – 16 luglio 1916) è stato un calciatore tedesco, di ruolo centrocampista.